# Inde aux Jeux olympiques de la jeunesse d'été de 2010
L'Inde participe aux Jeux olympiques de la jeunesse d'été de 2010 à Singapour.
L'équipe indienne est composée de 32 athlètes qui concourent dans 13 sports : athlétisme, aviron, badminton, basketball, boxe, haltérophilie, judo, lutte, sports nautiques (plongeon, natation), tennis, tennis de table, tir et tir à l'arc.

## Athlétisme
- Indrajeet Patel : 3000m
- Kumar Durgesh :  médaillé d'argent au 400m haies
- Kuldeep Kumar : 10km marche
- Arjun Arjun :  médaillé d'argent au lancer du disque
- Khushbit Kaur : 5km marche

## Aviron
- Yasin Khan et Gurpreet Singh
- Nimmy Thomas et Mitali Sekhar Deo

## Badminton
- Prannoy Kumar :  médaillé d'argent en individuel
- Sai Bhamidipati

## Basket-ball
- Shyam Sunder (C)
- Kirti Goswani
- Amit Kannarjee
- Sukhjeet

## Boxe
- Shiva Thapa :  médaillé d'argent en catégorie -54 kg
- Krishan Vikas :  médaillé de bronze en catégorie -60 kg

## Haltérophilie
- Santoshi Matsa

## Judo
- Subash Yadav
- Neha Thakur

## Lutte
- Satywart Kadian :  médaillé d'argent en catégorie -100 kg
- Pooja Dhanda :  médaillée de bronze en catégorie -60 kg

## Natation
- Aaron Agnel D'Souza
- Arhatha Magavi

## Tennis
- Yuki Bhambri :  médaillé d'argent en simple garçon

## Tennis de table
- Arhatha Magavi
- Mallika Bhandarkar

## Tir
- Ruchi Singh
- Navdeep Singh Rathore
- Neha Milind Sapte

## Tir à l'arc
- Atanu Das
- Seema Verma